# Santa Margarida do Sul
Santa Margarida do Sul is een gemeente in de Braziliaanse deelstaat Rio Grande do Sul. De gemeente telt 2.235 inwoners (schatting 2009).

## Aangrenzende gemeenten
De gemeente grenst aan Lavras do Sul, São Gabriel en Vila Nova do Sul.